# Nemecký veslársky klub
Německý veslařský klub (slovensky Nemecký veslársky klub) je budova na Vídeňské cestě v Bratislavě od architekta Josefa Konrada postavena v roce 1931. V rámci slovenské moderní architektury má Německý veslařský klub výjimečné postavení. Je jedním ze dvou představitelů klubové architektury, jako typu a současně jedním zachovaným v původním stavu. Patří mezi několik málo objektů moderní architektury na Slovensku, které jsou rovnocennými současníky špičkových staveb evropské moderny. Německý veslařský klub je od roku 1995 kulturní památkou Slovenska.

## Poloha ve městě
Německý veslařský klub Donau stojí na nábřeží řeky Dunaj na vídeňské cestě od architekta Josefa Konrada (1899-?). Dnes v oprýskaném stavu, ale ve své původní podobě. Svojí formou se připojuje k módnímu programu lodní estetiky s přelomem dvacátých a třicátých let, příznačné pro evropský funkcionalismus.

## Hmotové-prostorové řešení
Ve vysoké zeleni podunajských lužních lesů je osazena bílá elegantní hmota veslařského klubu. S budovou veslařského klubu tvoří zajímavý komplex funkcionalistické architektury. Současně urbanisticky dotváří promenádu na pravém břehu Dunaje. Celková hmotová skladba objektu připomíná výstavbu parníku. Zasklený hranol schodišťového prostoru je jádrem vertikální komunikace. Od něj se do tří stran odvíjejí jednotlivá podlaží. Čtyřpodlažní objekt v posledním podlaží vrcholí jakýmsi můstkem se štíhlou vlajkoslávou. Každé podlaží vymezuje v prostoru elegantní horizontála kovového zábradlí. Horizontality podporují i dvě řady nad sebou umístěných pásových oken, které jsou zejména v zaoblených nárožích velmi působivým a slohově čistým detailům.

## Funkční řešení
Hlavní křídlo přízemí objektu zabírá loděnice, prostor na uskladnění a opravu lodí. V menších křídlech jsou převlékárny a prostor pro správce objektu. V prvním patře jsou znovu umístěny šatny a klubové prostory, které po obvodu doplňuje široká terasa. Druhé a minimalizováné třetí podlaží také sloužily interním klubovým aktivitám, přičemž většinou jejich půdorysné plochy tvoří rozsáhlé terasy.

## Technicko-konstrukční řešení
Jednoduchý skelet umožňuje velkorysé půdorysné řešení, vysoce racionální a velmi působivé.

## Tvarosloví a architektura
V celkovém výrazu objektu dominuje horizontalita podpořena vrstvením hmot a jednotlivých prvků architektonické kompozice. Přiměřené moderní napětí zajišťuje příznivý kontrast hladkých bílých ploch a souvislých zasklení. Charakteristickými pro tento objekt jsou prvky lodní estetiky, jak horizontální trubkové zábradlí, pásová a kulatá kajutová okna. Přestože že jde o velmi populární funkcionalistické motivy, v slovenské architektuře se vyskytují jen ojediněle.